# Wolfgang Knauss
Wolfgang Gustav Knauss (* 12. Dezember 1933 in Mandel bei Bad Kreuznach) ist ein deutschstämmiger US-amerikanischer Ingenieurwissenschaftler. Er war Theodore von Kármán Professor of Aeronautics and Applied Mechanics am Caltech.

## Leben
Knauss wuchs im Zweiten Weltkrieg vor allem in Siegen als Sohn eines Methodisten-Pfarrers auf. 1954 machte er sein Abitur am Helmholtz-Realgymnasium in Heidelberg. Nach dem Krieg ermöglichte die Bekanntschaft eines Methodistenpfarrers aus Pasadena (Frank Williams), die die Familie in Heidelberg knüpfte, dass Knauss das Pasadena City College besuchen und ab 1955 am Caltech studieren konnte mit dem Bachelor-Abschluss 1958. Ursprünglich wollte er sich Raketentechnik zuwenden, kam aber über den Aeronautik-Professor Max L. Williams zur Bruchmechanik. 1959 machte er seinen Master-Abschluss, und 1963 wurde er bei Williams promoviert (Rupture phenomena in viscoelastic materials). Danach war er Assistant Professor und forschte im Auftrag der NASA über Bruchausbreitung in viskoelastischen Materialien. Das war in Zusammenhang mit Feststoffraketentriebwerken aktuell. 1969 wurde er Associate Professor und 1978 Professor für Aeronautik und Angewandte Mechanik. Ab 2001 hatte er die Von Karman Professur und 2004 emeritierte er.
2010 erhielt er die Timoshenko-Medaille für fundamentale Beiträge zur Bruchmechanik, einschließlich Brüche vom gemischten Typ, dynamische Brüche, Grenzflächen- und Adhäsions-Brüche, und die Charakterisierung von Materialverhalten und Versagen auf der Mikroskala mit Betonung experimenteller Mechanik. 1986/87 erhielt er den Humboldt-Forschungspreis, mit dem er an den Universitäten von Karlsruhe und Kassel war, und 1977 hielt er Vorlesungen in der Sowjetunion auf Einladung der Sowjetischen Akademie der Wissenschaften, deren Kapitza-Medaille er 1997 erhielt und deren auswärtiges Mitglied der 1997 wurde. 2001 erhielt er die Koiter Medal der American Society of Mechanical Engineers und 1995 die Murray Medal der Society for Experimental Mechanics. 1998 wurde er Mitglied der National Academy of Engineering für Beiträge zu zeitabhängiger Bruchmechanik von Polymeren, an Grenzflächen und unter dynamischen Lasten.
Er war Gründer (mit Emri) der Zeitschrift Mechanics of Time Dependent Materials. Knauss beriet Luft- und Raumfahrt-Firmen wie Lockheed, Rocketdyne, Aerojet-General, Hercules, General Dynamics und General Electric (GE Space Division) sowie Firmen der Polymerchemie wie DuPont und Firestone.
Er ist seit 1958 mit Lydia Knauss verheiratet, die er aus Deutschland nachkommen ließ.

## Schriften
- Herausgeber mit Richard Schapery Recent Advances in Fracture Mechanics: Honoring Mel and Max Williams, Kluwer 1998
- Herausgeber mit M. L. Williams Dynamic Fracture, Dordrecht, Boston: Nijhoff 1985
- Herausgeber mit A. J. Rosakis: Nonlinear Fracture – Recent Advances, Kluwer 1990